# Bukowińska Ukraińska Armia Samoobrony
Bukowińska Ukraińska Armia Samoobrony (ukr. Буковинська Українська Самооборонна Армія, BUSA) – ukraińska formacja zbrojna działająca na Bukowinie i w Besarabii pod koniec II wojny światowej.
Bukowińska Ukraińska Armia Samoobrony została utworzona jesienią 1943 r. Odbyło się to z rozkazu dowódcy niemieckiej 17 Armii i przy wsparciu 7 Dywizji Piechoty. W jej skład weszli jednak tylko Ukraińcy, głównie byli członkowie Kurenia Bukowińskiego melnykowskiej frakcji Organizacji Ukraińskich Nacjonalistów. Formacja nie miała też statusu niemieckiej jednostki wojskowej. Na jej czele stał sotnik Wasyl Szumka ps. "Łuhowyj". Sztab stacjonował we wsi Szepit w Karpatach Wschodnich. Latem 1944 r. formacja liczyła ok. 600 ludzi zgrupowanych w 3 oddziałach samoobrony. Walczyła przeciwko sowieckiej i rumuńskiej partyzantce komunistycznej. Z powodu współpracy z Niemcami była atakowana przez część czołowych działaczy Ukraińskiej Powstańczej Armii.
Po zajęciu Bukowiny i Besarabii przez Armię Czerwoną część członków BUSA przeszła do UPA, wchodząc w skład Grupy UPA-Zachód. Pozostali pod dowództwem Łuhowego przedostali się na Słowację, a stamtąd do Niemiec, gdzie w kwietniu 1945 r. wstąpili do nowo formowanej 1 Dywizji Ukraińskiej Armii Narodowej.